# Vicente Serrano
Vicente Serrano Marín es un filósofo, ensayista y catedrático de filosofía español, nacido en Valladolid, España. Es autor de una veintena de libros en los que se incluyen La herida de Spinoza. Felicidad y política en la vida posmoderna  (Anagrama, 2011), o Fraudebook. Lo que la red social hace con nuestras  (Plaza y Valdés, 2016). Entre 2011 y 2020 impartió cátedra en la Universidad Austral de Chile. Ha sido presidente de la Asociación Chilena de Filosofía. Serrano Marín también ha editado y traducido al español a autores clásicos alemanes. En 2011, Serrano Marín ganó el Premio Anagrama de Ensayo. Su último libro, publicado en 2023, lleva por título Fraudebook y la metafisica.  